# Litoria verreauxii
Litoria verreauxii är en groddjursart som först beskrevs av Duméril 1853.  Litoria verreauxii ingår i släktet Litoria och familjen lövgrodor. IUCN kategoriserar arten globalt som livskraftig. Inga underarter finns listade i Catalogue of Life.